# Корбара (Казерта)
Корбара је насеље у Италији у округу Казерта, региону Кампанија.
Према процени из 2011. у насељу је живело 228 становника. Насеље се налази на надморској висини од 238 м.